# Sterndolden-Hasenohr
Das Sterndolden-Hasenohr (Bupleurum stellatum), oder Sternblütiges Hasenohr genannt, ist eine Pflanzenart aus der Gattung Hasenohren (Bupleurum) innerhalb der Familie der Doldenblütler (Apiaceae).

## Beschreibung

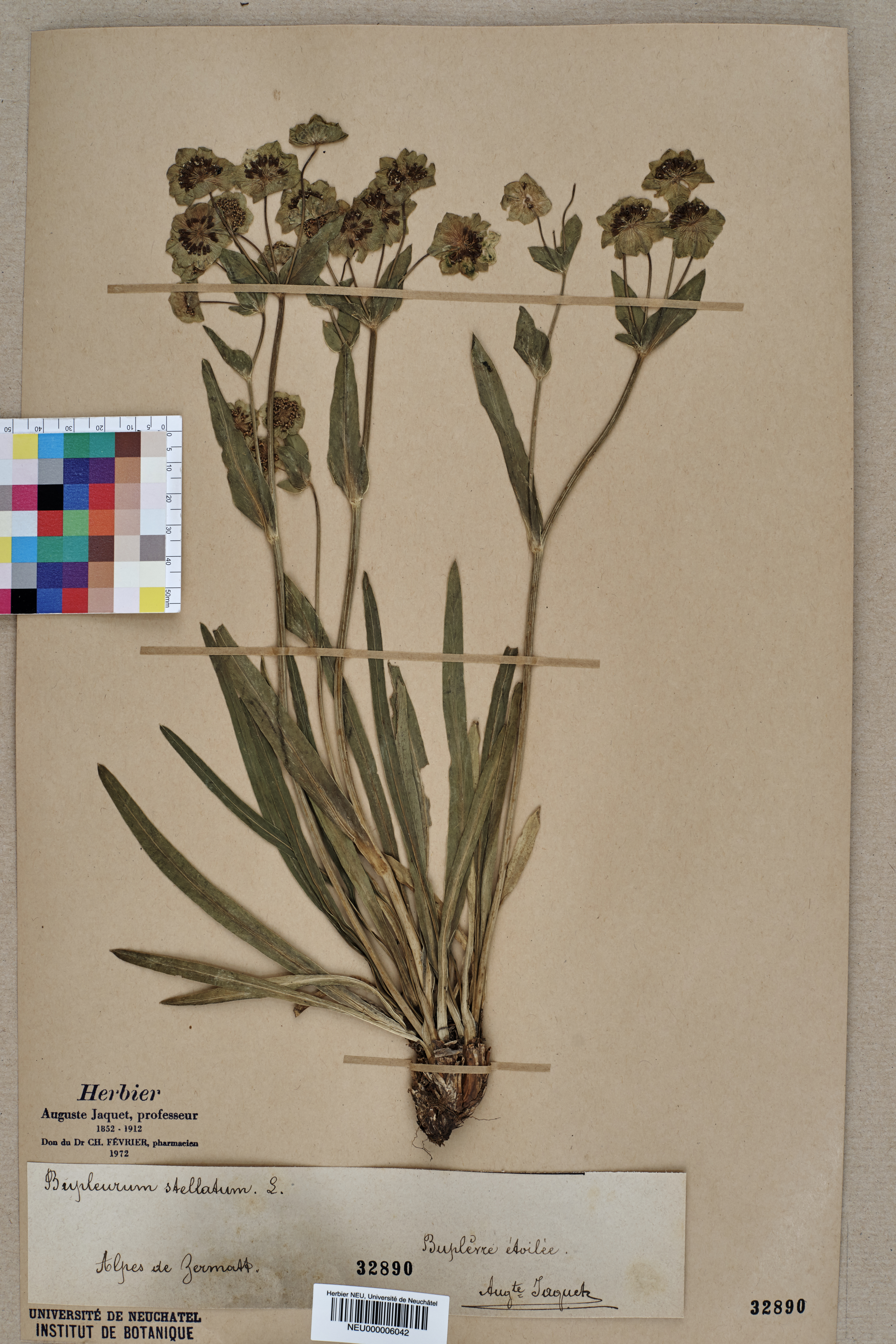
Herbarbeleg bitte keine Pflanzenteile aus Naturbeständen entnehmen

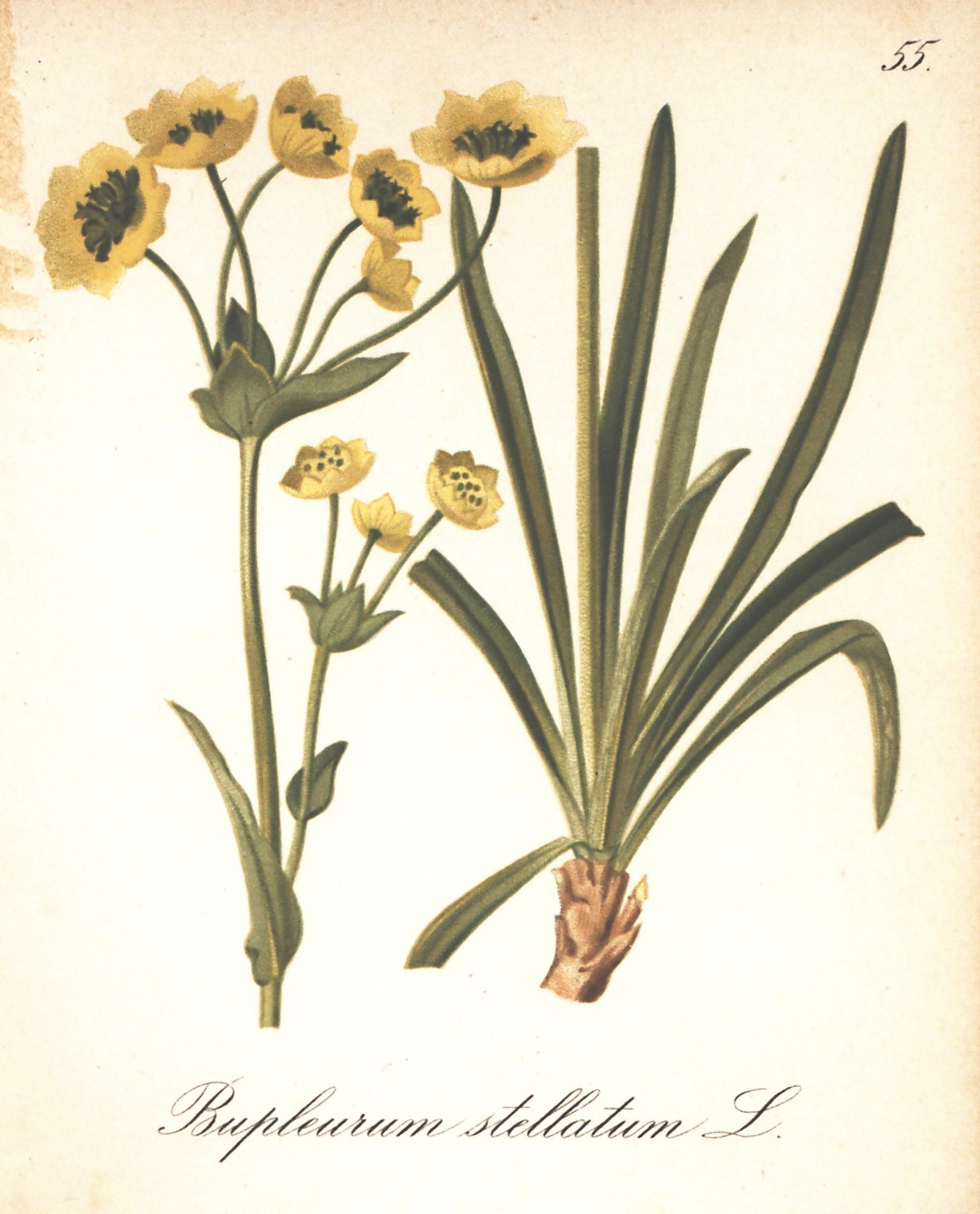
Illustration aus Die Alpenpflanzen nach der Natur gemalt, 1885, S. 55

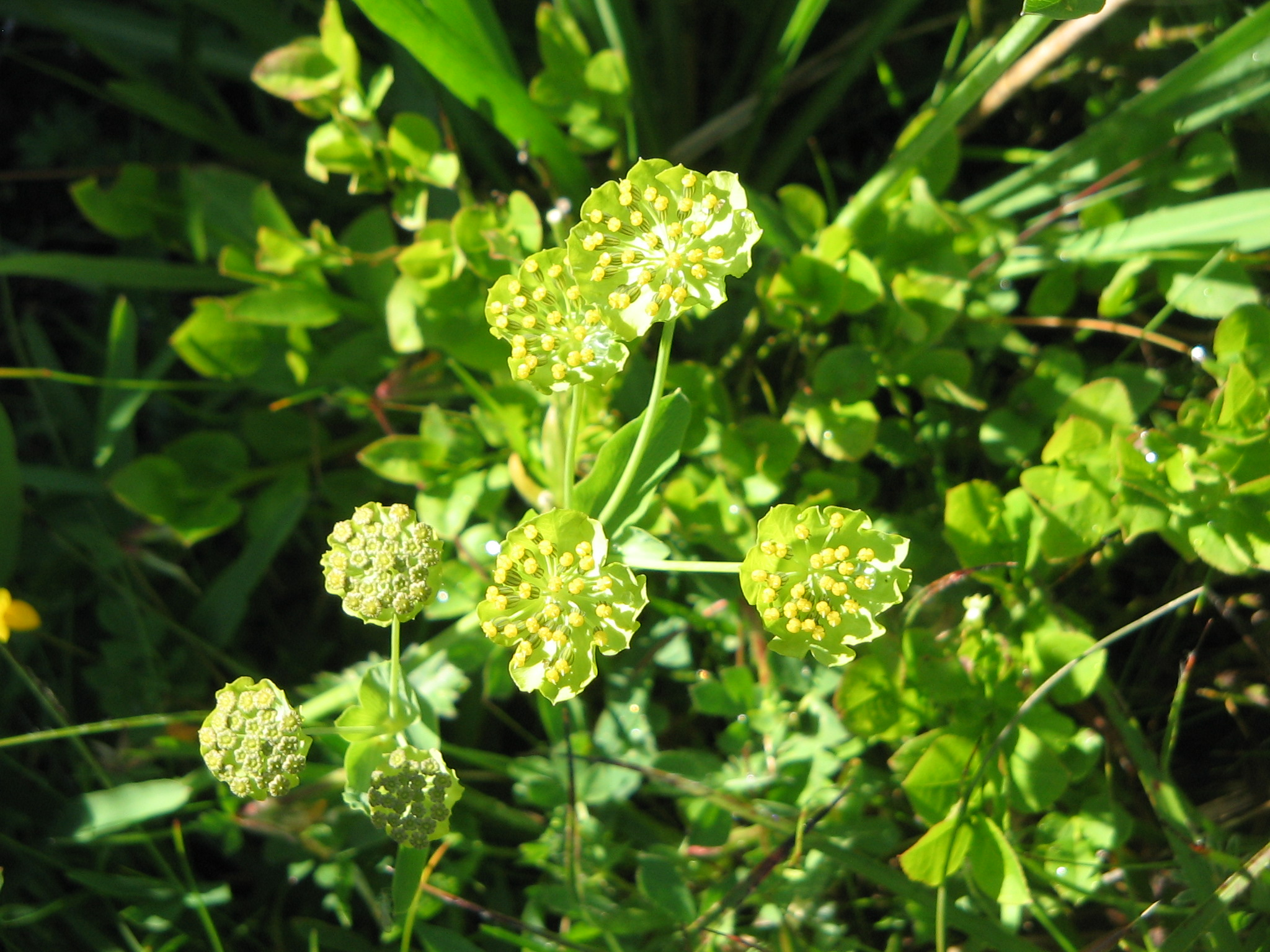
Blütenstand

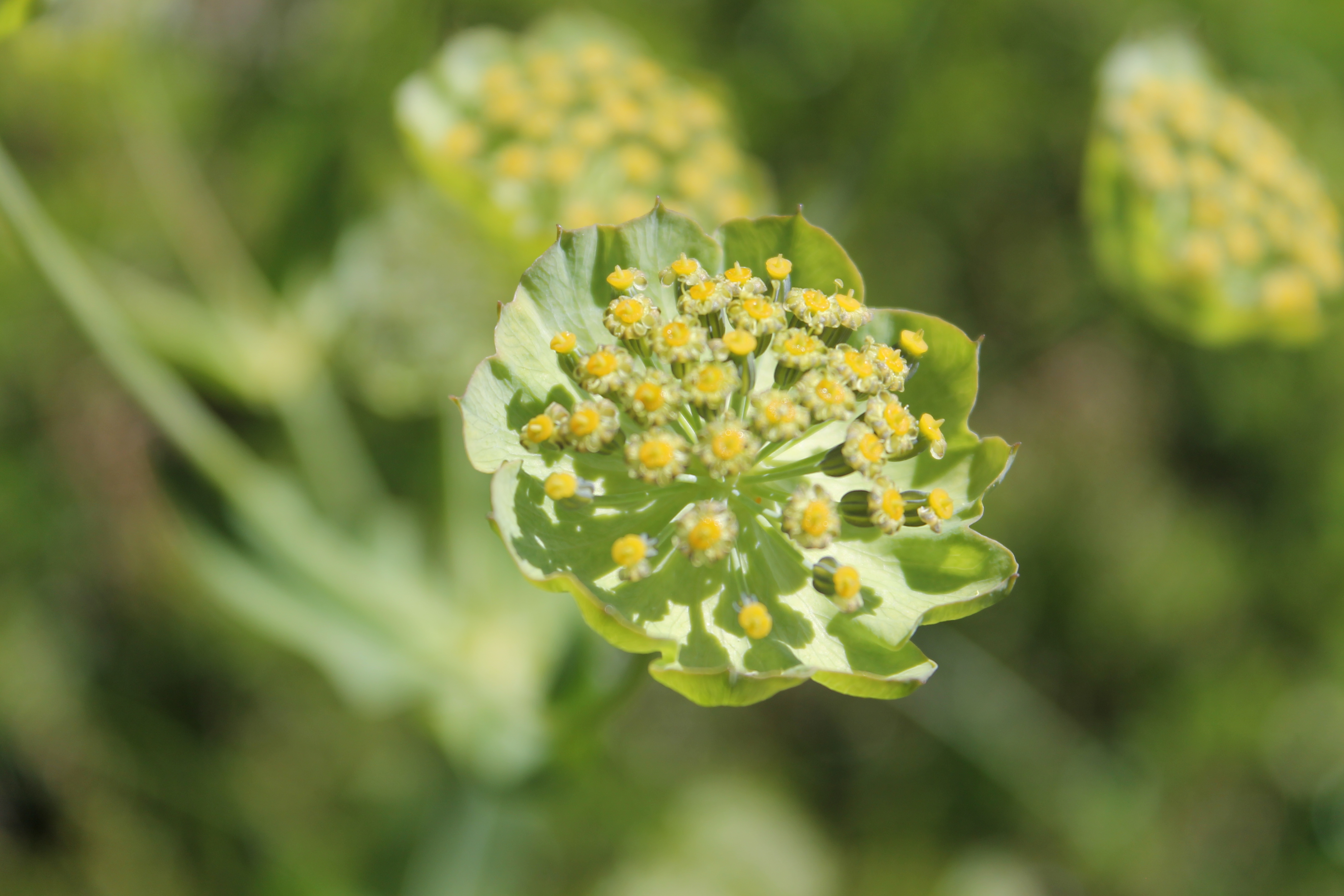
Döldchen

### Vegetative Merkmale
Das Sterndolden-Hasenohr ist eine ausdauernde krautige Pflanze, die Wuchshöhen von 15 bis 40 Zentimetern erreicht. Der „Wurzelstock“ trägt am oberen Ende zahlreiche Reste vorjähriger Blätter. Die oberirdischen Pflanzenteile sind blau-grün und kahl.
Die wechselständig angeordneten Laubblätter sind in Blattstiel und -spreite gegliedert. Die zahlreichen grundständigen Laubblätter stehen in einer schopfigen Rosette zusammen. Der Blattstiel ist viel kürzer als die Blattspreite. Die einfache, ganzrandige Blattspreite ist bei einer Länge von 10 bis 30 Zentimetern sowie einer Breite von 3 bis 15 Millimetern linealisch-lanzettlich. Ihr Hauptnerv tritt hervor und die Seitennerven sind miteinander verbunden. Auf der Blattunterseite ist das Nervennetz deutlich zu erkennen. Der Stängel ist blattlos oder ein- bis zweiblättrig; die Stängelblätter sind halb-stängelumfassend.

### Generative Merkmale
Die Blütezeit reicht von Juli bis August. Die doppeldoldigen Blütenstände bestehen aus nur drei bis sechs Doldenstrahlen. Unterhalb der Blütendolde stehen zwei bis vier meist ungleich große lebhaft grüne bis gelblich-grüne Hüllblätter. Die acht bis zwölf Hüllchenblätter sind meist bis über die Mitte miteinander verwachsen und länger als die Blüten und bilden eine die Döldchen umhüllende „Schüssel“. Die Hüllchenblätter enden spitz oder sind mit Stachelspitze versehen.
Die relativ kleinen Blüten sind zwittrig. Die gelben Blütenhüllblätter sind stark ausgehöhlt, bei einer Länge von etwa 0,75 Millimetern sowie einer Breite von 1,25 Millimetern verkehrt-trapezförmig oder fast halbkreisförmig und haben ein fast quadratisches eingebogenes Läppchen. Es sind fünf Staubblätter vorhanden. Der unterständige Fruchtknoten trägt zwei Griffel. Das Griffelpolster ist niedergedrückt kegelförmig und ragt wenig über den Rand der Frucht hinaus.
Die Teilfrucht der Spaltfrucht ist bei einer Länge von 4 bis 5 Millimetern und einer Dicke von 1 bis 2 Millimetern eiförmig oder ellipsoid und braun; ihre Rippen sind geflügelt.
Die Chromosomenzahl beträgt 2n = 14 oder 16.

## Ökologie
Die ganze Doppeldolde blüht zuerst rein männlich und später rein weiblich; so ist eine Selbstbestäubung ausgeschlossen.
Das Sterndolden-Hasenohr ist Wirtspflanze für die Pilzarten: Puccinia bupleuri-falcati, Mycosphaerella leptoasca,  Venturia braunii, Pyrenophora chrysospora und Rhabdospora cercosperma.

## Vorkommen
Das Sterndolden-Hasenohr kommt in den Alpen von Frankreich, Italien, Österreich, der Schweiz und außerdem auf Korsika vor. Es gedeiht an felsigen Hängen und in alpinen Rasen auf Silikatgestein in Pflanzengesellschaften der Verbände Silikatfelsflur (Androsacion vandellii) und Buntschwingelhalde (Festucion variae). Das Sterndolden-Hasenohr fehlt in Deutschland. Es wächst in Mitteleuropa in Höhenlagen von etwa 1700 Metern bis 2650 Meter. Am Südhang des Gornergrats bei Zermatt erreicht es eine Höhenlage von etwa 2800 Meter.
Die ökologischen Zeigerwerte nach Landolt et al. 2010 sind in der Schweiz: Feuchtezahl F = 2 (mäßig trocken), Lichtzahl L = 4 (hell), Reaktionszahl R = 2 (sauer), Temperaturzahl T = 1+ (unter-alpin, supra-subalpin und ober-subalpin), Nährstoffzahl N = 2 (nährstoffarm), Kontinentalitätszahl K = 4 (subkontinental).

## Taxonomie
Die Erstveröffentlichung von Bupleurum stellatum erfolgte 1753 durch Carl von Linné in Species Plantarum, Tomus I, Seite 236. Synonyme für Bupleurum stellatum L. sind: Bupleurum amplexicaule Clairv., Bupleurum bicalyculatum Bellardi und  Bupleurum graminifolium Favre.

## Weiterführende Literatur
- Peter Schönswetter, Andreas Tribsch: Vicariance and Dispersal in the Alpine Perennial Bupleurum stellatum L. (Apiaceae). In: Taxon. Band 54, Nr. 3, August 2005, S. 725–732. doi:10.2307/25065429